# 애정 300년
애정 300년은 한국에서 제작된 윤봉춘 감독의 1963년 영화이다. 김진규 등이 주연으로 출연하였고 지우성 등이 제작에 참여하였다.

## 출연

### 주연
- 김진규
- 조미령
- 최남현
- 황정순

## 제작진
- 조명: 김성춘